# كاثارينا إليزابيت غراب
كاثارينا إليزابيت غراب (بالفنلندية: Katarina Elisabet Grubb)‏ هي سيدة أعمال فنلندية، ولدت في 1721، وتوفيت في 1788.